# Santa Cruz del Quiché
Santa Cruz del Quiché är en departementshuvudort i Guatemala.   Den ligger i departementet Departamento del Quiché, i den centrala delen av landet, 80 km nordväst om huvudstaden Guatemala City. Santa Cruz del Quiché ligger 2 020 meter över havet och antalet invånare är 23 618.
Terrängen runt Santa Cruz del Quiché är kuperad åt nordväst, men åt sydost är den platt. Runt Santa Cruz del Quiché är det tätbefolkat, med 331 invånare per kvadratkilometer. Närmaste större samhälle är Chichicastenango, 11,3 km söder om Santa Cruz del Quiché. I omgivningarna runt Santa Cruz del Quiché växer i huvudsak blandskog.